# Patrick Papin
Patrick Papin est un footballeur français né le 21 février 1955 à Saint-Ouen (Loir-et-Cher), qui évolue au poste de défenseur latéral gauche dans les années 1970 et 1980. Après sa carrière de joueur il devient formateur et dirige le pôle espoirs de Ploufragan pendant vingt ans.

## Biographie

### Carrière de joueur
Natif du Loir-et-Cher, Patrick Papin commence le football dans le club de sa région, l’US Vendôme, où joue son père. Champion du Loir-et-Cher en 1970 avec les cadets de l'USV, il est ensuite finaliste national du concours du jeune footballeur à Paris. Repéré pendant ce concours par l’AAJ Blois, Patrick Papin y découvre la D2. Il dispute son premier match professionnel, à l’âge de 17 ans, à Lille. Mais Blois est finalement relégué en D3, et Laval, qui recherchait alors un joueur de moins de 20 ans, fait appel à lui. 
Il joue deux saisons au Stade lavallois, dirigé par Michel Le Milinaire, et participe à la montée du club en D1. En 1977 il refuse la proposition de contrat des dirigeants lavallois et quitte le club, libre. 
Il joue ensuite au Paris FC de 1977 à 1979 puis à l'US Nœux-les-Mines sous les ordres de Gérard Houllier, toujours en D2. 
De 1981 à 1987, Patrick Papin joue à l'US Mer dans le Loir-et-Cher, en Division 3 puis D4. 
En 1987, pour des raisons familiales, il décide de changer de vie et achète le camping de L'Hospitalet-du-Larzac. Il est entraîneur-joueur du SO Millau pendant un an après le départ d'Hervé Gauthier, puis du Stade saint-affricain pendant trois ans. 

### Carrière de formateur
Patrick Papin passe ses diplômes d'entraîneur et devient directeur adjoint du centre de formation de l'US Valenciennes, jusqu'au dépôt de bilan du club en 1995. 
Il participe à l'ouverture du Pôle Espoirs de Ploufragan, basé au Centre Technique Régional Henri-Guérin, et dont il est le directeur de 1997 à 2017. Des joueurs comme Yoann Gourcuff, Fabien Lemoine, Frédéric Sammaritano ou Romain Danzé sont passés sous ses ordres. Il fait valoir ses droits à la retraite en 2017 et voit Claude Michel lui succéder.
Il devient responsable du pôle préformation de l'AS Dakar Sacré-Cœur en septembre 2017. Il regagne la Bretagne en 2019.
En 2021 il est de retour comme coordinateur sportif au Stade saint-affricain, où il avait été entraîneur-joueur de 1988 à 1991.

## Vie personnelle
Son fils Steven, né en 1987 à Millau, effectue une carrière d'attaquant au niveau CFA et N2.